# 快盗!ポケモン7
『快盗!ポケモン7』（かいとう!ポケモンセブン）は、あさだみほによる日本の漫画作品。『小学二年生、小学三年生』（小学館）にて連載されていた。単行本は一巻のみだが、単行本未収録の話が存在する。

## あらすじ
最近ある街で怪盗のポケモン7が町を騒がせていた。ポケモン7は正義の怪盗で、盗まれた物を悪者から取り返している。そんな彼の正体は、パン屋「サンサン」で働いている少年・ヒオリ。ヒオリは、正体を知られないように、ポケモンバトルでは弱いフリをしていた。
ある日、ヒオリに依頼の手紙が届く。そしてそれを読んだヒオリはポケモン7へと姿を変え、相棒のルカリオと共に出動する。

## 概要
ポケットモンスターの漫画としては初となる怪盗がモチーフで、悪人の盗んだものを主人公が奪い返すというストーリー。それぞれのポケモンの出番や的ポケモンの特徴も描かれており、ゲームを持つ人にとっては親しみやすい内容。
一方で、怪盗の話となっているが、実際にそれらしいのは第1話くらいであり、それからはギンガ団の話などが中心となり怪盗については話題になりにくい。

## 登場人物
ヒオリ
主人公。ポケモン7の正体だが、なった経緯は不明。茶色いゴーグルを付け、上下青のスパッツで活動をしている。髪は茶色で、目も茶色に近い。後ろで髪を結んでいる。普段の一人称は『僕』で穏やかな性格だが、ポケモン7のときは一人称は『オレ』となり、感情も激しくなる。
普段はパン屋「サンサン」で働いており、仕事が終わると家へ戻っている。帰ってくると手持ちのマネネが手紙を持ってきて受け渡すことがあり、「依頼の手紙」と称されているがどのように届くのかは不明。依頼の内容は「盗んで欲しい」ではなく「盗み返して欲しい」となっている。いつもベランダからフワライドで飛び立っている様子。
ポケモンバトルで弱いふりを見せるが、その訳は正体を知られたくないからである。正体はできる限り人に知らせていないようだが、後述のロックの財力と情報網によって見破られていた。町では正体を巡って騒動となっており、新聞社などによって狙われることがある。ロックによればバトルの才能も頭脳も良いらしい。なお、作品名は「快盗!ポケモン7」となっているが、劇中では「怪盗ポケモン7」とされている。
ヒオリの手持ちポケモン
ルカリオ
波導の力で活躍することが多い。町で皆が見た時は格好いいと言われていたが、バトルであっさり負けたふりをした際には笑われた。弱いふりをするのは仕方ないと云う事は、ルカリオ自身も理解している。
フワライド
7の飛行手段として出動するが、着陸は下手。戦闘能力はあまり優れない。
マネネ
7に手紙を渡す。技「トリック」で新聞社の証拠写真を奪ったことがある。
モジャンボ
「ソーラービーム」を使える。
ベロベルト
「あなをほる」を使える。
エルレイド
斬撃が得意。

ナズナ
パン屋「サンサン」で父やヒオリと働く少女。始めはポケモン7を単なる泥棒と見ていたが、人質に取られたとき7に助けられて恋に落ち、以降7様と呼ぶようになる。ポケモンバトルの大会(ジュニア)で三年連続優勝をとげた。黄色い髪でカチューシャを掛けている。彼女の特製サンドイッチはヒオリ曰く「すごい味」らしい。
ナズナの手持ちポケモン
ゴンベ
強力な「すてみタックル」を身に付けている。
リーフィア
彼女のポケモンだったが、後述のリリに受け渡す。

ロック
自称「大怪盗ロック様」。だが実際にはあまり怪盗らしくない。自分が町を離れている間に出回っていた7を試そうと、試練を出した。高所恐怖症。女性に惚れ易く、リリの現在の姿を想像しただけで惚れ込んだ。プライドは高いがすぐに逃げ出す性格。しかし意外と情は厚い。黄色い髪でシルクハットと黒いマントを付けている。
ロックの手持ちポケモン
サーナイト
「テレポート」でロックが逃げるのを手伝う。
ブーバーン
とくせい「ほのおのからだ」を持っている。

リリ
ヒオリの双子の妹。ルカリオのように波動を感じることができる。かつてギンガ団に所属していたが、5年前に彼女の能力に目をつけたギンガ団に拉致され、逆らえないようにムウマージに操られていたせいである。ヒオリとロックの尽力によって解放されたが手持ちポケモンをなくしてしまったため、ナズナからリーフィアを受け取る。操られていた時、チリーンを盗もうとしたことがある。ヒオリと似た姿をしており、髪の毛を後ろで束ねている。
リリの手持ちポケモン
ムウマージ(現在は無所持)
倒されるとリリの催眠も解ける。
ヨノワール(現在は無所持)
操られていた時の主戦力。

マコ
新聞記者で「大学館」に所属。7について調べている。自らおとりをかけて正体を突き止めようとするが失敗する。その時のハプニングによってカメラを失い、編集長に怒られた。取材に訪れた時にサンサンのパンが気に入ったらしく、カレーパンなどを大量に食べている。黒髪で背が高い。
マコの手持ちポケモン
ミミロップ
スピードを生かした戦いが得意。
トリデプス
戦わず、ドアを抑えていた。

## 用語
サンサン
ナズナとその父がやっているパン屋。ヒオリも手伝っている。ギンガ団に店が燃やされそうになり、父が守った。
ギンガ団
本作のギンガ団はゲーム版の支部という設定。リーダーは女性で、ほかのギンガ団幹部と同じく惑星モチーフの名前のイオという。したっぱはかなり強いポケモン(ジバコイル、ヒードラン、エレキブル等)を持っている。最近ダークライを利用しようとしている。単行本未収録話ではギラティナを捕らえようとしていた。
特殊素材
波動を通さない素材。ねむりごななどを防げる強化版がある。ルカリオは隙間から洩れていた波動を読み取ることができた。
特殊ボール
ギンガ団の利用しようとしているダークライを捕獲するためのボール。普通のモンスターボールにギンガ団のマークが入っている。使用したが、何故か失敗した。

## 単行本
1. 2008年3月28日発売 ISBN 978-4091404800
2. 続編の部分の単行本化はされていない。